# Chamäleons
Die Chamäleons (Chamaeleonidae; von altgriechisch χαμαιλέων chamailéōn „Erdlöwe“) sind eine Familie der Leguanartigen (Iguania) innerhalb der Schuppenkriechtiere (Squamata).
Es sind über 200 Arten beschrieben, die sich in zwei Unterfamilien aufteilen: Die Echten Chamäleons (Chamaeleoninae) und die Stummelschwanzchamäleons (Brookesiinae). Nahezu alle Chamäleons sind in ihrem natürlichen Lebensraum gefährdet, weshalb sie unter das Washingtoner Artenschutz-Übereinkommen fallen und ihre Haltung somit meldepflichtig ist.

## Entstehung und Evolution
Der früheste fossil nachgewiesene Vertreter der Chamäleons ist Chamaeleo caroliquarti, eine Art, die vor 26 Millionen Jahren in Zentraleuropa lebte und sich bereits in die heute noch existierende Gattung Chamaeleo einordnen lässt. Es ist jedoch sehr unwahrscheinlich, dass es sich um ein basales Chamäleon handelt. Es besteht die Möglichkeit, dass die Familie deutlich älter ist und sich bereits zu Beginn der Oberen Kreidezeit, also vor fast 100 Millionen Jahren, von der Linie ihrer nächsten Verwandten, der Agamen, abgespaltet hat.
Der Entstehungsort der Gruppe ist weiterhin unbekannt, wobei Madagaskar, heute noch der Lebensraum der meisten Arten, als evolutionäre Wiege der Familie häufig diskutiert wird. Jedoch fehlen fossile Nachweise, durch die die Vermutung belegt werden könnte. Funde aus Asien und Europa lassen den Schluss zu, dass Chamäleons einst ein noch größeres Verbreitungsgebiet bewohnten als heute. Wahrscheinlich aufgrund von klimabedingten Lebensraumveränderungen starben die dort lebenden Arten jedoch aus.

## Verbreitung
Chamäleons sind auf dem gesamten afrikanischen Kontinent, einschließlich Madagaskar verbreitet und kommen daneben auf der arabischen Halbinsel und im Mittelmeerraum vor.
Daneben findet man sie im westlichen Indien und auf Sri Lanka.
Mittlerweile wurden bestimmte Arten jedoch auch in die US-Staaten Hawaii und Florida eingeführt, wo sie nicht angestammte Habitate bewohnen.

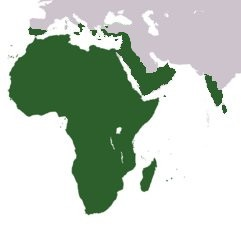
Verbreitungsgebiet der Chamäleons

## Lebensraum
Allgemein bewohnen Chamäleons, bis auf wenige Ausnahmen, bewaldete Gebiete in warmen Regionen. Trockenheit und Luftfeuchtigkeit spielen eine eher untergeordnete Rolle.
Die beiden Unterfamilien der Gruppe bevorzugen unterschiedliche Lebensräume:
Die Echten Chamäleons sind Busch- und Baumbewohner. Der Körperbau hat sich dem Leben in den Baumkronen angepasst (Greifschwanz, Greiffüße). Dennoch gibt es unter ihnen auch einige Arten, die den Boden bewohnen.
Unter den Erd- bzw. Stummelschwanzchamäleons wird die Laub- und Krautschicht allgemein als Lebensraum bevorzugt.
Chamäleons bewohnen diverse Ökozonen. In der im Norden des Verbreitungsgebiets befindlichen Sahara leben einige Arten innerhalb der Wüsten-Oasen.
Im Gegensatz dazu existieren Chamäleons auch in – für Reptilien – überraschend kühlen Regionen, wie zum Beispiel Chamaeleo schubotzi, das an der Schneefallgrenze des 4500 m hohen Mount Kenia lebt.
Ein weiteres Beispiel für eine ungewöhnlich spezialisierte Art ist Bradypodion occidentale, welches die Muschelkiesdünen von Süd-Westafrika bewohnt. Dort ist es nicht nur besonders heiß, sondern auch wegen des hellen Bodens und der Sonnenreflexion gleißend hell.
Dennoch ist es teilweise schwierig, einer bestimmten Art einen eindeutigen Lebensraum zuzuordnen, da die Lebensumstände im Verbreitungsgebiet der jeweiligen Arten häufig stark variabel sind.

## Merkmale

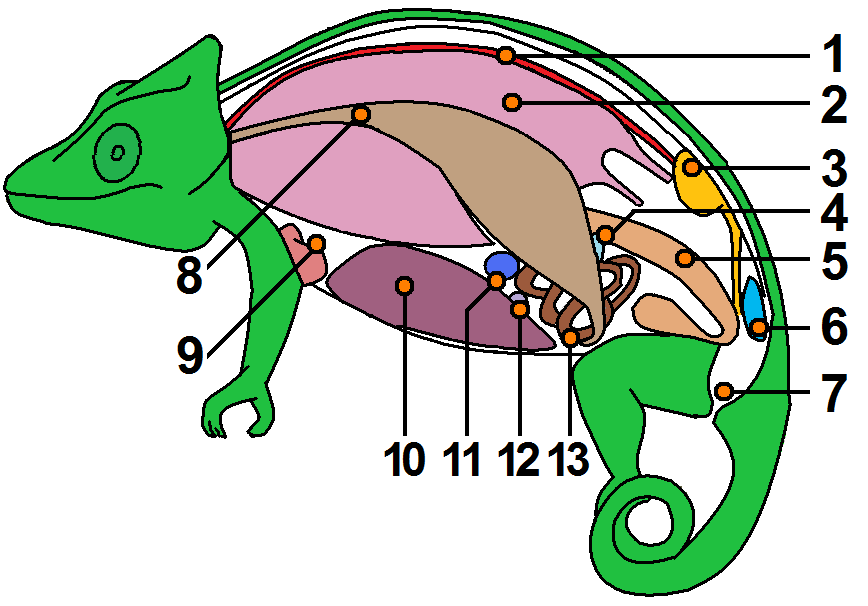
Schematische Darstellung der (inneren) Chamäleonanatomie: 1: Aorta 2: Lunge 3: Eierstöcke 4: Milz 5: Dickdarm 6: Nieren 7: Kloake 8: Magen 9: Herz 10: Leber 11: Bauchspeicheldrüse 12: Gallenblase 13: Dünndarm

Chamäleons weisen einige typische körperliche Merkmale auf. Auffällig sind ihr gedrungener Rumpf, der hohe Rücken und der kompakte Schädel. Zu den charakteristischen Merkmalen zählen außerdem ihre spezialisierten, unabhängig voneinander bewegbaren Augen, ihre Greifhände, die ausgeprägte Farbwechselfähigkeit der meisten Arten sowie ihre lange, zur Jagd einsetzbare Zunge. Chamäleons können ihre Körperform teilweise variieren, indem sie sich aufblähen oder am Kopf befindliche Lappen abspreizen. Dadurch ist es schwierig, einige Arten genau zu bestimmen. Die Körperformen und Merkmale sind auch innerhalb einer Art stark variabel und von Alter und Geschlecht abhängig.

### Kopf
Der Kopf der Chamäleons fällt durch seine außergewöhnliche Form und die großen Augen auf.
In der Unterfamilie der Echten Chamäleons, seltener auch bei den Stummelschwanzchamäleons, trägt er häufig einen ausgeprägten Schädelschmuck, bestehend aus Hörnern, Schnauzenfortsätzen und charakteristischen Helmformen, die artspezifisch variieren.
Diese festen Merkmale erleichtern die Identifizierung auch sich stark ähnelnder Chamäleonarten.
Es gibt Arten, die sehr kleine Schnauzenfortsätze tragen (Calumma nasutum) oder Tiere mit einem langen Schnauzenfortsatz (Calumma parsonii). Für die Kommunikation unter den Tieren sind diese Fortsätze ein wichtiger Faktor.
Außerdem existieren horntragende Arten, die man nach Anzahl und Form der Hörner leicht unterscheiden kann. Eine Unterart, Trioceros quadricornis gracilior, bildet bis zu sechs Hörner aus, andere wie das bekannte Trioceros johnstoni besitzen nur drei oder auch weniger.
Des Weiteren tragen die Echsen Occipitallappen, eine Art des Kopfschmucks. Diese Lappen sind spreizbar und spielen bei Konkurrenzkämpfen eine Rolle. Daneben wirken Chamäleons mit abgespreizten Lappen größer und können so potentielle Fressfeinde einschüchtern.
Charakteristisch für die Familie sind auch die verschiedenen Schuppenkämme, die an Kehle, Bauch und vor allem am Rücken vorkommen.
Die Form des Rückenkamms variiert je nach Art teilweise stark. Entweder sind es Kegelschuppen oder Stacheln, die ihn bilden, oder er gleicht in seiner Form einem Segel, wie zum Beispiel bei Trioceros cristatus.
Der hinten am Kopf befindliche Helm ist ein Merkmal, das alle Chamäleons teilen. Er wird bei einigen Arten bis zu 8 cm hoch, teilweise ist er jedoch auch kaum sichtbar. Er hat die Funktion, den Umriss des Chamäleons zu verändern, sodass es eher einem Pflanzen-Teil ähnelt als einem Tier.
Außer zur Tarnung dienen die auffälligen Helme auch der Kommunikation.

#### Augen
Chamäleonaugen sind ein besonders typisches Merkmal dieser Echsen. Sie gelten als sehr hoch entwickelt und sind leistungsfähiger als das menschliche Auge. Sie haben zwar auch eine Linse, allerdings ist nur die Pupille sichtbar. Partien der Hornhaut werden von schuppenartigen Lidern umschlossen, die zum Teil mit dem Augapfel verwachsen sind.
Die Sehschärfe wird durch die Hornhaut bewirkt. Durch das Lidloch und die Pupille tritt zusätzlich ein Effekt ein, der am ehesten mit einer Lochkamera vergleichbar ist und mit der Erhöhung der Schärfentiefe die Wirkung einer stenopäischen Lücke aufweist. Somit kann das Tier mögliche Feinde rasch erkennen und Schutz im Blattwerk suchen.
Eine weitere Besonderheit ist der natürliche Sichtschutz des Chamäleonauges. Auf den Zapfen der Netzhaut, die nebenbei ein Zeichen für Tagaktivität und Farbensehen sind, können sich winzige Öltropfen anlagern, die angrenzende Sehnerven schützen, indem sie den Lichteinfall abschwächen.
Eine weitere Fähigkeit, die in dieser Ausprägung nur bei Chamäleons vorkommt, liegt im unabhängigen Bewegen der Augen.
Die Augen sind so angeordnet, dass sich die Gesichtsfelder nur in einem kleinen Bereich zu einem Bild überlagern können, und so meistens zwei einzelne Bilder entstehen. Allerdings ist bis heute unbekannt, wie die beiden Bilder im Gehirn verarbeitet werden.
Die ungewöhnliche Beweglichkeit der Augen wird durch einen komplexen Muskelapparat gewährleistet.
Der Gebrauch der Augen bei der Jagd folgt einem festen Muster und gilt für jede Chamäleonart:
- Zuerst wird unabhängig voneinander die gesamte Umgebung abgesucht.
- Ist ein Beutetier gefunden, wird es mit beiden Augen fokussiert.

Die Augen stehen aus dem Kopf regelrecht heraus. Dadurch wird das Blickfeld erheblich vergrößert, vertikal beträgt es 90°, horizontal 180° pro Auge. Es ergibt sich ein beidäugiges Blickfeld von 342°. Dadurch entsteht ein toter Winkel von 18°, der nur einen Teil des Rückens umfasst.
Abgesehen vom Aspekt des Sehens hat das Auge auch die Funktion der innerartlichen Kommunikation. Durch das Färben der Augenpartien wird Paarungsbereitschaft oder Wiedererkennung innerhalb der Art signalisiert.
Zum Schlafen werden die Augen nach unten gesenkt und die Pupillen in eine Hautfalte gedreht, in der sie mit Hornplatten geschützt sind. Manche Arten können auch die gesamten Augen in den Kopf zurückziehen.

#### Zunge
Auch typisch für Chamäleons ist ihre Schleuderzunge. Sie ist in ihrer Form einzigartig und kann eine Zugkraft von etwa 0,4 Newton aufbringen (Dischnerscher Versuch mit Chamaeleo montinum 1958).
Sie kann das eineinhalbfache der Länge des Chamäleons erreichen.
Die Zunge ist im Kehlsack auf dem Zungenbein, einem Sesambein, zusammengezogen. Dabei wird sie nicht aufgerollt, sondern ist mit einem kurzen Stück Gummiband vergleichbar.
Das Zungenbein ist mit zwei Gelenken ausgestattet, die den gesamten Knochen nach vorne schieben können. Im Falle eines Zungenschusses wird das Zungenbein nach vorne geschoben und die Muskulatur der Zunge angespannt, wodurch die Zunge aus dem Maul herausschnellt. Dieser Vorgang geschieht in einer Zehntelsekunde. Dadurch hat das Beutetier nur eine ausgesprochen geringe Chance zu fliehen.

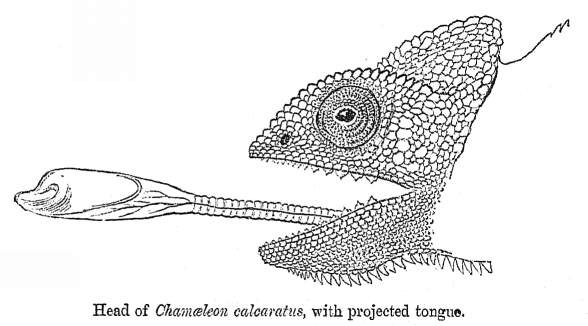
Schema eines Chamäleons mit herausschießender Zunge

Zungenschuss eines Chamäleons

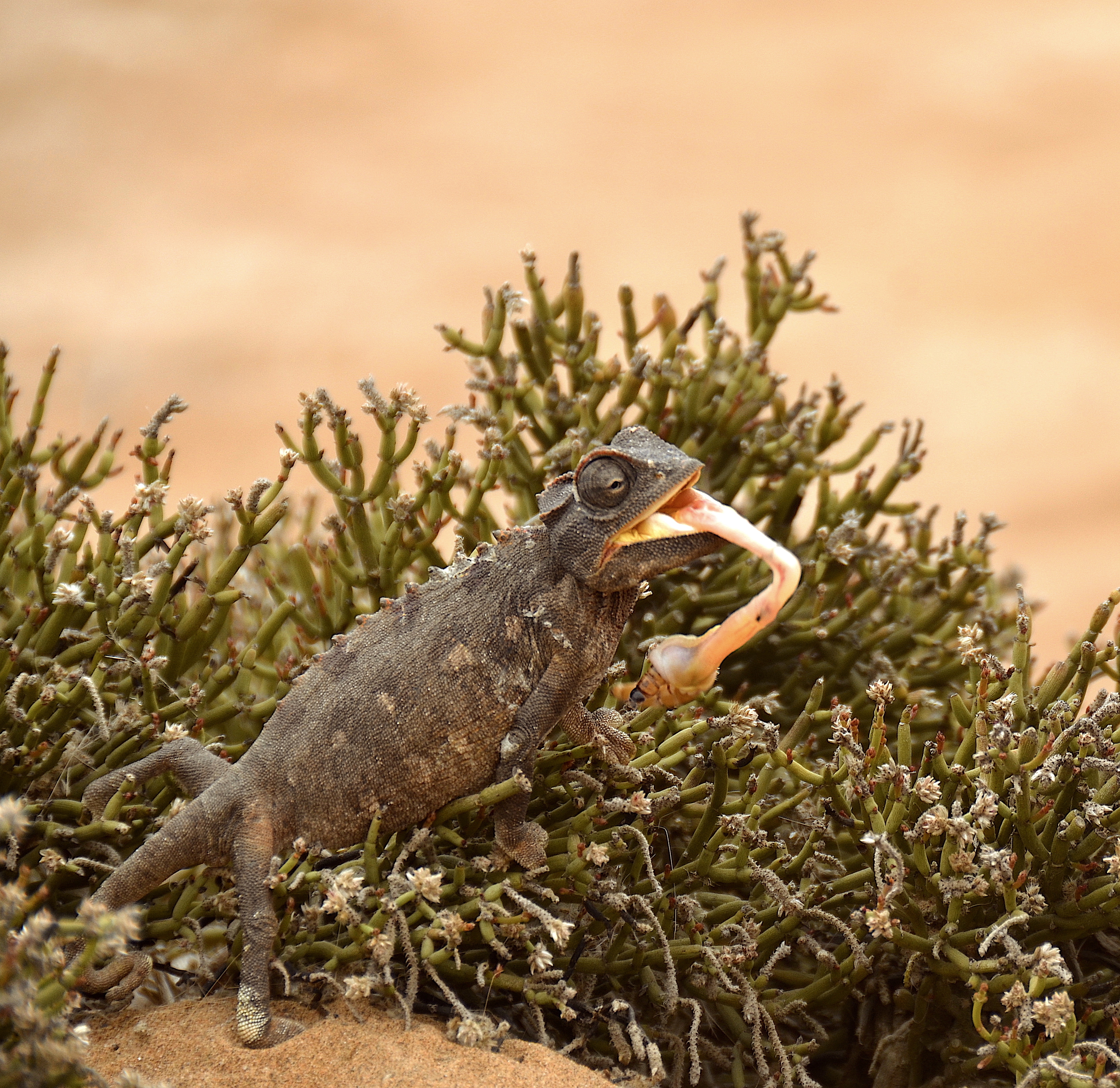
Chamaeleo namaquensis mit Beute bei Swakopmund

Kurz bevor die Zunge das Beutetier berührt, kontrahiert ein Muskel an ihrer verdickten Spitze, der für die Bildung eines kegelförmigen Hohlraumes sorgt. Dadurch entsteht ein Sog, der die Beute an die Zunge heransaugt. Zusätzlich ist die Zunge mit einem nicht klebenden Sekret benetzt, was jedoch die Haftfläche vergrößert und deswegen dafür sorgt, dass das Chamäleon die Beute leichter erfassen kann.
Zuletzt schnellt die Zunge samt Beute wieder zurück in das Maul der Echse, indem sie sich erneut zusammenzieht.
Die fünf Phasen des Zungenschusses
1. Das Beutetier wird fixiert und auf Größe, Form und Art geprüft, Ermittlung des Abstandes zwischen Chamäleon und Beute
2. Das Maul öffnet sich langsam, die Zunge wird vorbereitet und ein Stück nach vorne geschoben
3. Die Zunge wird abgeschossen
4. Das Beutetier wird erfasst
5. Die Beute wird ins Maul gezogen, im Maul festgehalten, während sich die Zunge in den Kehlsack zurückzieht. Dann wird die Beute als Ganzes hinuntergeschluckt

Auch für die Wasseraufnahme wird die Zunge benutzt. Einige Arten lecken das Wasser von Blättern, andere benutzen sie als Wasserleitung, indem sie die Zunge an Äste oder Blätter legen, über die Wasser fließt. So läuft es an der Zunge herunter direkt ins Maul.
Arten, die auf langsame Beute wie Schnecken spezialisiert sind, benötigen den Zungenschuss nicht. Sie nehmen die Beute direkt mit dem Maul auf.

### Weitere Merkmale
Der gesamte Körper der Echten Chamäleons ist für ein Leben in den Bäumen ausgerichtet, obwohl einige Arten nahezu ausschließlich bodenbewohnend sind (z. B. Chamaeleo namaquensis). Mit ihrem Körper imitieren sie verschiedene Teile von Pflanzen. Die Echten Chamäleons erinnern mit ihrem Körper an Blätter und Kronenpartien der Bäume, die Stummelschwanzchamäleons eher an altes Holz oder Laub (z. B. Brookesia decaeyi).
Die Füße sind zangenähnlich umgeformt, sodass sich jeweils zwei oder drei aneinanderliegende Zehen gegenüberstehen. Dadurch wird das Greifen nach Ästen deutlich erleichtert. Einige Arten haben kräftige Krallen, die den Griff zusätzlich sichern.
Die Extremitäten haben einen besonderen Aufbau:
Insgesamt ist jeder Fuß mit fünf Zehen ausgestattet, wobei jeweils zwei und drei Zehen miteinander verwachsen sind. Dabei sind die Hinterfüße genau umgekehrt in der Anordnung zu den Vorderfüßen (2-3 3-2).
Zusätzlich zu den Extremitäten unterstützt bei den Echten Chamäleons der Greifschwanz das Klettern. Jedoch kann der Schwanz nicht abgeworfen werden (Autotomie), wie es bei anderen Echsenarten der Fall ist. Bei Stummelschwanzchamäleons hat der Schwanz, da er relativ unbeweglich ist, nur eine abstützende Funktion.
Chamäleons können bei einem Fall aus größerer Höhe die Lungen aufblähen und damit den Sturz abfangen. Die Körpergröße schwankt innerhalb der Familie stark, wobei die Männchen meist größer sind als die Weibchen. Die größten Arten findet man in der Unterfamilie der Echten Chamäleons, Stummelschwanzchamäleons bleiben deutlich kleiner, unter ihnen befinden sich auch die kleinsten Chamäleons und einige der kleinsten Amnioten.
Das Riesenchamäleon (Furcifer oustaleti) sowie Calumma parsonii erreichen eine maximale Gesamtlänge von ungefähr 68 cm und bilden mit die größten Arten, im Gegensatz dazu ist das 2021 beschriebene Brookesia nana das mit 2,16 cm kleinste Chamäleon.
Der zähe Speichel (400 Mal zäher als der Speichel des Menschen) ermöglicht es Chamäleons, Beute mit einem Drittel ihres Körpergewichts zu erwischen. Nicht Festsaugen, wie man früher dachte, sondern der Speichel dient hierbei der Haftung der Beute auf der Zunge.

### Sinne
Während der Sehsinn besonders gut ausgebildet ist, ist das Gehör der Chamäleons relativ schlecht entwickelt. Eine Ausnahme ist das zum Bodenbewohner gewordene Chamaeleo namaquensis, dessen Gehör deutlich feiner als das anderer Chamäleons ist.
Die Nase hat nur eine Atemfunktion. Das Riechen geschieht, wenn es überhaupt stattfindet und  kein ausgesparter Sinn ist, über das Jacobson-Organ.

### Farbwechsel
Der Farbwechsel dient bei Chamäleons nicht in erster Linie der Tarnung, sondern vor allem zur Kommunikation mit Artgenossen.
Die Bereitschaft zur Balz wird zum Beispiel oft von auffälligeren Farben und Mustern begleitet. Die Färbung hängt zudem von äußeren Faktoren wie Temperatur, Sonneneinstrahlung, Tageszeit oder Luftfeuchtigkeit ab. Bei hohen Temperaturen färben sich die Tiere hell, um das einfallende Licht zu reflektieren. Bei niedrigen Temperaturen nehmen sie eine dunkle Farbe an, um die Energie des Lichts aufzunehmen. Ist es jedoch einer zu hohen Sonneneinstrahlung ausgesetzt, färbt es sich durch UV-absorbierende Melanine schwarz. In der Nacht nimmt es sehr helle Farben an. Mit zunehmendem Alter und bei Krankheit werden die Farben blasser. Das prinzipiell mögliche Spektrum an Farben und Mustern ist stark artspezifisch. Einige Arten haben nur ein sehr kleines Farbspektrum (wie die Stummelschwanzchamäleons) oder können ihre Farbe gar nicht wechseln. Der Farbwechsel läuft art- und situationsabhängig unterschiedlich schnell ab. Am schnellsten wechseln die Farben in Gefahren- oder Kampfsituationen.
Die rasche, physiologische Farbänderung wird durch aktive Veränderungen oberflächennah gelegener Farbzellen (Chromatophoren) möglich, die in Schichten unter der Oberhaut übereinander liegen. Dabei werden Pigment-haltige Organellen innerhalb des Zytoplasmas dieser dermalen Chromatophorenzellen in Form und Anordnung verändert, verteilt ausgebreitet (Dispersion) oder zusammengeballt konzentriert (Aggregation). Einfallendes Licht kann so je nach enthaltenem Pigment, intrazellulärer Anordnung und Zelllage der spezifischen Chromatophorentypen von verschiedenen Schichten lokal unterschiedlich reflektiert werden. Die obere Schicht enthält meist vornehmlich Xanthophoren bzw. Erythrophoren mit gelblicher und rötlicher Färbung durch Carotinoide. Darunter befindet sich eine Zellschicht von Melanophoren mit schwarzbraunen Melaninen. Die Farbzellen der untersten Schichten sind zumeist Guanophoren und durch Eigenschaften ihres kristallinen Farbstoffes Guanin in der Lage, einfallendes Licht zu brechen und irisierende Effekte zu erzeugen (Iridophoren). Bei Chamäleons sind hier charakteristischerweise zwei Schichten von Guanophoren zu unterscheiden, wobei die oberflächennäheren (superfiziellen oder S-)Iridophoren kleinere Guanin-Nanokristalle aufweisen, deren räumliche Anordnung in triangulärem Gitter aktiv verändert werden kann. Der aktuelle Farbeindruck ergibt sich jeweils durch das Zusammenspiel aller Farbzellen gemeinsam. Die untere, deutlich dickere Iridophorenschicht macht die Tiere möglicherweise toleranter gegenüber Sonneneinstrahlung, indem sie einen Teil der Strahlen, insbesondere infrarotnaher Frequenzen, reflektiert.

### Haut und Häutung

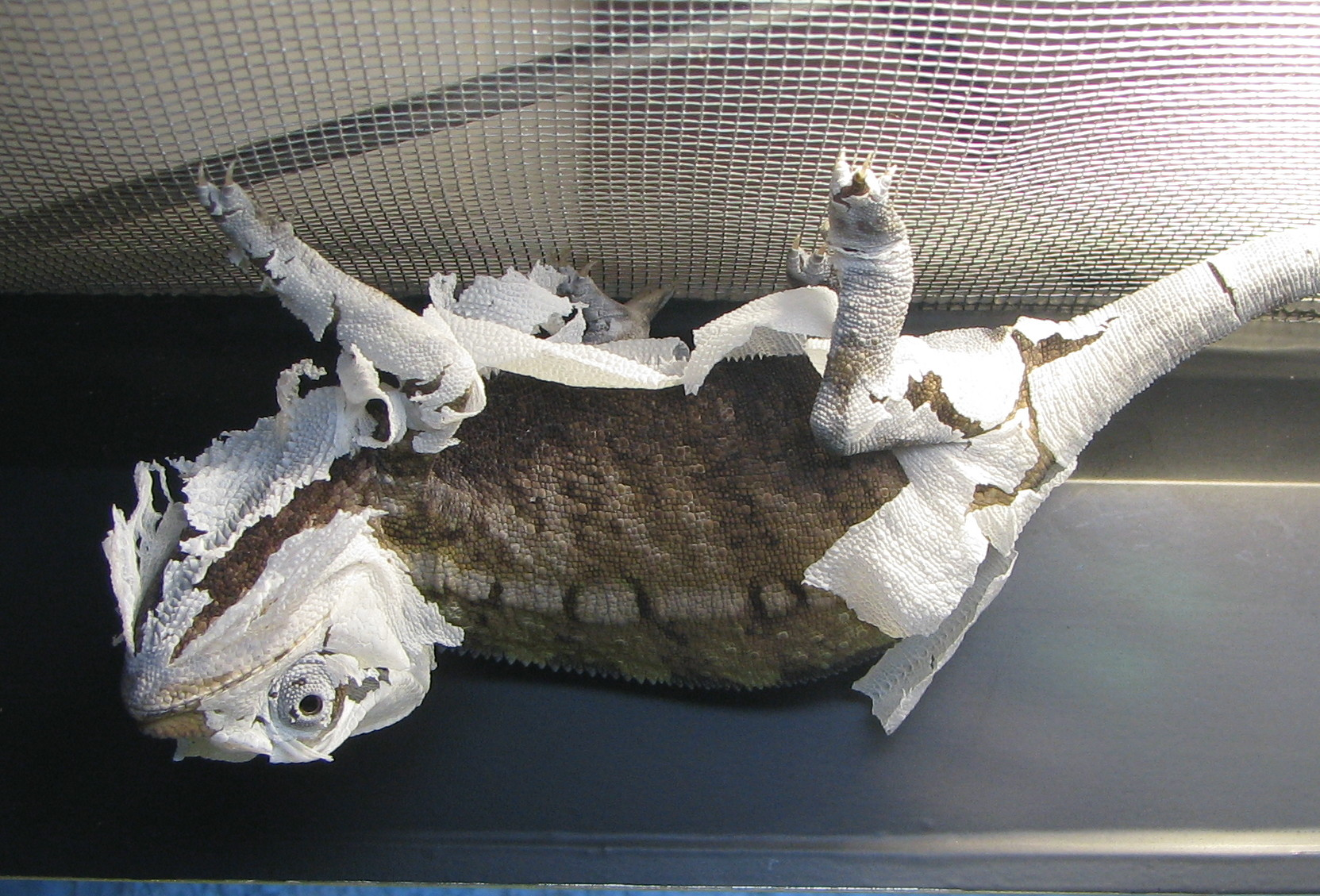
Halbwüchsiges Pantherchamäleon (Fucifer pardalis) bei der Häutung

Die drüsenarme Haut der Chamäleons ist teils regelmäßig (Granula oder Körnerschuppen), teils unregelmäßig (Tuberkeln) mit Schuppen bestückt. Diese Verteilung ist nicht regelmäßig und kann auch innerhalb der Art stark variieren. Dennoch wird sie als wichtiges Unterscheidungsmerkmal herangezogen.
Es gibt mehrere Schuppenarten:
- Körnerschuppen → Normale Haut
- Tuberkeln → Normale Haut
- Tafelschuppen → Normale Haut
- Kegelschuppen → Nur an Kämmen (Rücken-, Kehl- oder Bauchkamm)
- Plattenschuppen → Nur am Kopf
- Dornen und Stachel aus Horn → Nur am Rückenkamm oder als Dorsal-/Occipitalhorn am Kopf

Der Haut-Aufbau gleicht dem anderer Reptilien:
Obenauf liegt die Epidermis (Oberhaut), die alle äußeren Einflüsse abwehrt. Diese Schicht ist starr und verhornt und wächst nicht stetig mit dem Körper mit. Chamäleons wachsen bis zu ihrem Lebensende, wodurch sie sich ihr Leben lang regelmäßig häuten müssen.
Vor der Häutung wird unter der aktuellen Haut eine neue Hautschicht gebildet. Sie wird von einer noch tieferen Schicht gespeist, die ständig neue Hautzellen produziert.
Kurz vor dem Bevorstehen der Häutung ist die Haut heller und trüber als sonst, die Zeichnungen auf der Haut wirken unscharf und verwaschen. Jetzt löst sich nach und nach die alte Epidermis. Durch Reiben und Rubbeln an Ästen u. ä. versuchen die Echsen den Vorgang zu beschleunigen. Selbst mit ihren Füßen und dem Maul ziehen sie ihre alte Haut ab.
Die Häutung ist immer ein Zeichen dafür, wie gut es dem Tier geht. Sie hängt von Temperatur, Luftfeuchtigkeit und Hormonen ab. Bei einer schlechten Häutung geht es dem Chamäleon nicht gut.
Die Dauer einer solchen Prozedur hängt vom Tier ab. Mal dauert sie Tage, manchmal nur ein paar Stunden.
Nach der Epidermis folgt das Corium (Lederhaut). Hier befindet sich die Muskulatur der Haut, die Nerven, Blutgefäße, elastische Fasern, Sinneskörper und Farbzellen enthält. Zum Schluss folgt die Subcutis (Unterhaut), eine Art Verbindungsstück.
Einige Chamäleons, z. B. Ch. namaquensis und Bradypodion occidentale, besitzen eine spezielle Salzdrüse, die sogenannte Hadersche Drüse. Diese ist besonders wichtig für Arten, die in Trockengebieten leben. Sie können überschüssiges, wasserbindendes Salz an einer Drüse an der Nase ausscheiden und dadurch längere Zeit ohne Flüssigkeit auskommen.

## Verteidigung und Tarnung
Chamäleons zeigen keine aktive Verteidigung gegenüber potenziellen Feinden, besitzen aber ein gewisses Repertoire an Drohgebärden oder Tarnstrategien zur Feindvermeidung.
Die meisten Chamäleons drohen durch ein Aufreißen des Mauls, einige Arten können dabei sogar gut hörbare Zischlaute von sich geben (z. B. das Jemenchamäleon Chamaeleo calyptratus). Viele der kleineren Arten lassen sich bei Gefahr zu Boden fallen und stellen sich tot (Thanatose).

### Mimese

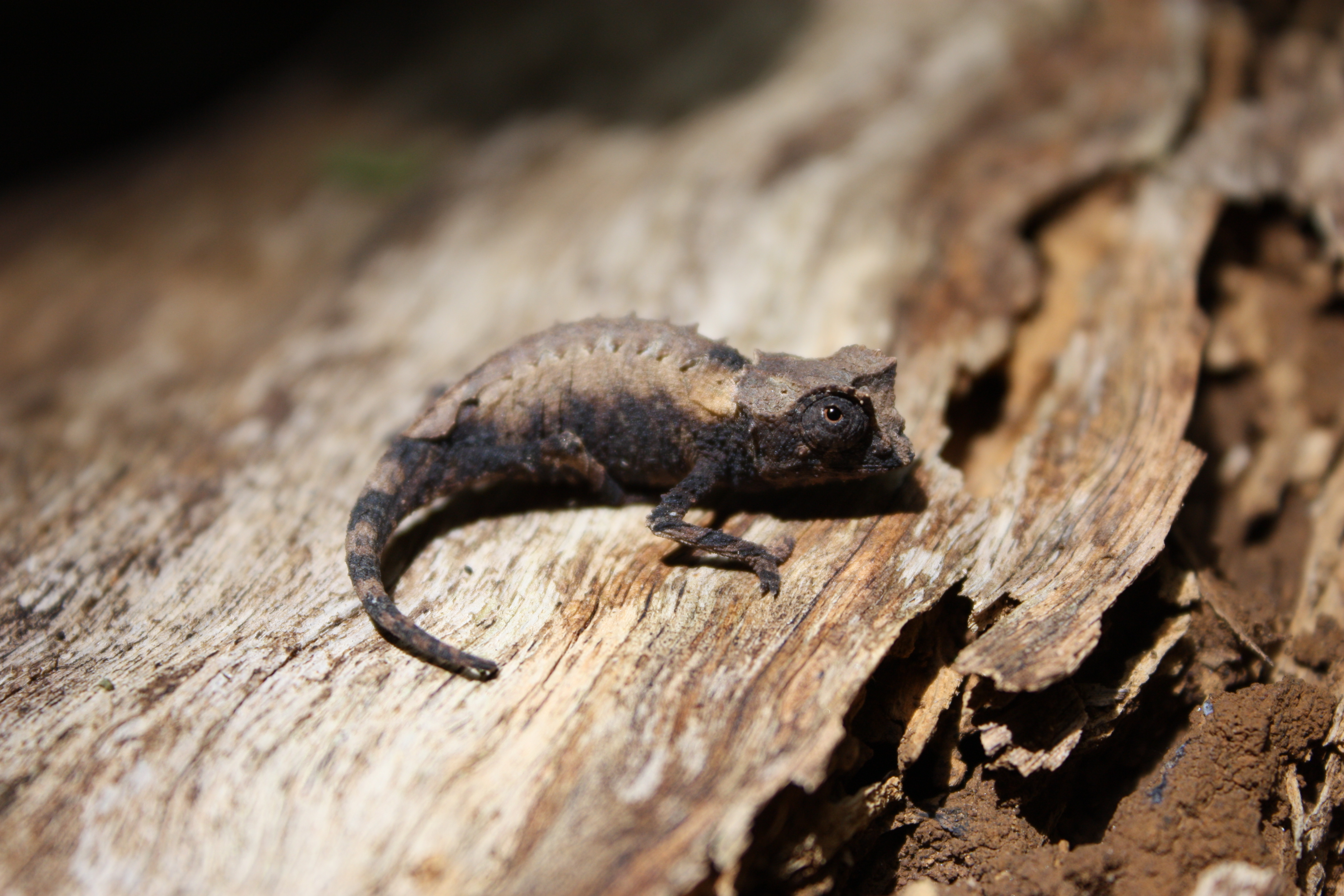
Ein Stummelschwanzchamäleon der Gattung Brookesia tarnt sich auf dem Waldboden.

Mimese bezeichnet die Nachahmung der Umgebung zur Tarnung, eine Strategie, die von allen Chamäleonarten zum Schutz angewandt wird. Dabei imitieren Echte Chamäleons häufig Blätter (Blattmimese), was bereits durch die Körperform begünstigt wird.
Ebenso ähnelt die Bewegung diverser Chamäleons im Geäst der sich im Wind bewegender Blätter. Dabei schaukeln die Tiere in ihrem Gang rhythmisch nach vorn und wieder zurück.
Diese Gangart unterstützt zudem das stereoskopische Sehen der Tiere, da sie damit die Einschränkung ihrer Sichtfelder durch Bewegung des Körpers verkleinern können.
Die Stummelschwanzchamäleons sind farblich eher braun, schwarz oder dunkelgrün. Durch ihre zackige Körperform (deutlich sichtbar bei Brookesia decaryi) imitieren sie überwiegend trockenes, am Boden liegendes Laub.
In beiden Gruppen häufig anzutreffen ist die Stockmimese, die Nachahmung von Geästpartien oder auf dem Boden liegender Hölzer.
Es gibt auch einige sehr spezialisierte Mimesen, zum Beispiel die Gras-Mimese bei Rieppeleon kerstenii oder die Mimese eines vertrockneten Blattgerippes, die bei verschiedenen madagassischen Stummelschwanzchamäleons vorkommt.

### Thanatose
Die zweite Tarnmethode ist die Thanatose (Schreckstarre), bei der sich das Chamäleon tot stellt (häufig anzutreffen bei Stummelschwanzchamäleons).
Bemerkt das Chamäleon eine potentielle Bedrohung, verharrt es augenblicklich in seiner aktuellen Stellung. Wird sein Körper berührt, lässt es sich sofort fallen. Auf dem Boden ist es dann für mögliche Fressfeinde kaum erkennbar. Beim Fallen drehen sich Chamäleons auf den Bauch, um dem Angreifer den Rücken und damit die unempfindlichste Körperpartie zu zeigen. Dieser Schutz wird zudem durch Knochen effektiver, die sich nach dem Fall „ausfahren“ und das Rückenmark schonen.

## Ernährung und Fortpflanzung

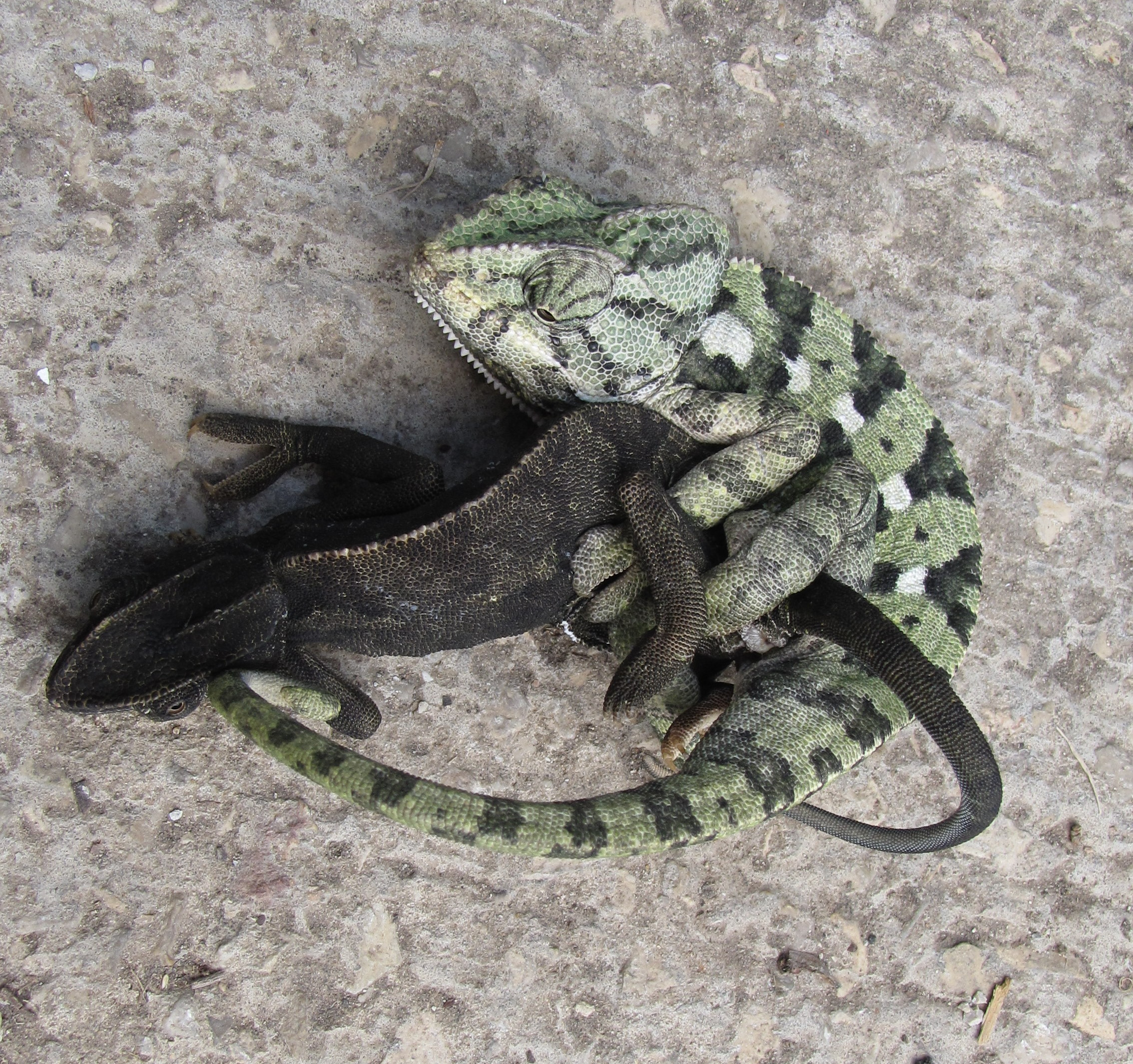
Chamäleons während der Paarung

Chamäleons ernähren sich von Insekten und anderen Gliederfüßern; größere Exemplare fressen auch kleine Vögel, genauso wie kleinere Artgenossen nicht verschmäht werden.
Als Echsen legen sie meist (durchschnittlich 4 Wochen nach der Begattung) Eier, sind also ovipar. Sie können 5-35 Eier legen. Die Embryonalentwicklung dauert ausgesprochen lange, bei einigen Arten mehr als zwei Monate. Nach dem Schlupf zeichnen sich die Jungen jedoch durch ein schnelles Körperwachstum aus.
Einige Arten wie mehrere Arten aus der Gattung Trioceros wie das Poroto-Dreihornchamäleon (Trioceros fuelleborni), Helmchamäleon (Trioceros hoehnelii) und das Dreihornchamäleon (Trioceros jacksonii) bringen vollentwickelte Junge zur Welt (ovovivipar). Ovoviviparie tritt besonders häufig bei Reptilien-Arten in sehr kühlen Lebensräumen auf, da der Boden keine ausreichend hohe Temperatur für die Entwicklung der Eier bietet.

## Lebenserwartung
Während einige Chamäleons über 15 Jahre alt werden können, existieren auch diverse kurzlebige Arten. Furcifer labordi aus dem Südwesten Madagaskars ist das kurzlebigste Landwirbeltier der Erde. In nur zwei Monaten wachsen die Tiere zur Geschlechtsreife heran, müssen dann rasch einen Partner finden und sich fortpflanzen, bevor sie im Alter von vier bis fünf Monaten sterben.

## Systematik
Die über 200 bekannten Chamäleonarten sind zu mehr als 40 % auf die Insel Madagaskar beschränkt.
Chamäleons lassen sich in zwei Unterfamilien einteilen:
- Echte Chamäleons (Chamaeleoninae)

Artenreiche Gruppe meist großer, langschwänziger Chamäleons mit auffälligem Gesichtsschmuck und ausgeprägter Farbwechselfähigkeit.
- Stummelschwanzchamäleons (Brookesiinae)

Eine Gruppe kleiner Chamäleons mit rudimentären Schwänzen, meist dezent gefärbt, selten mit Gesichtsschmuck und mit geringer Farbwechselfähigkeit.
Die Familie wird in zwölf Gattungen mit etwa 200 Arten unterteilt:

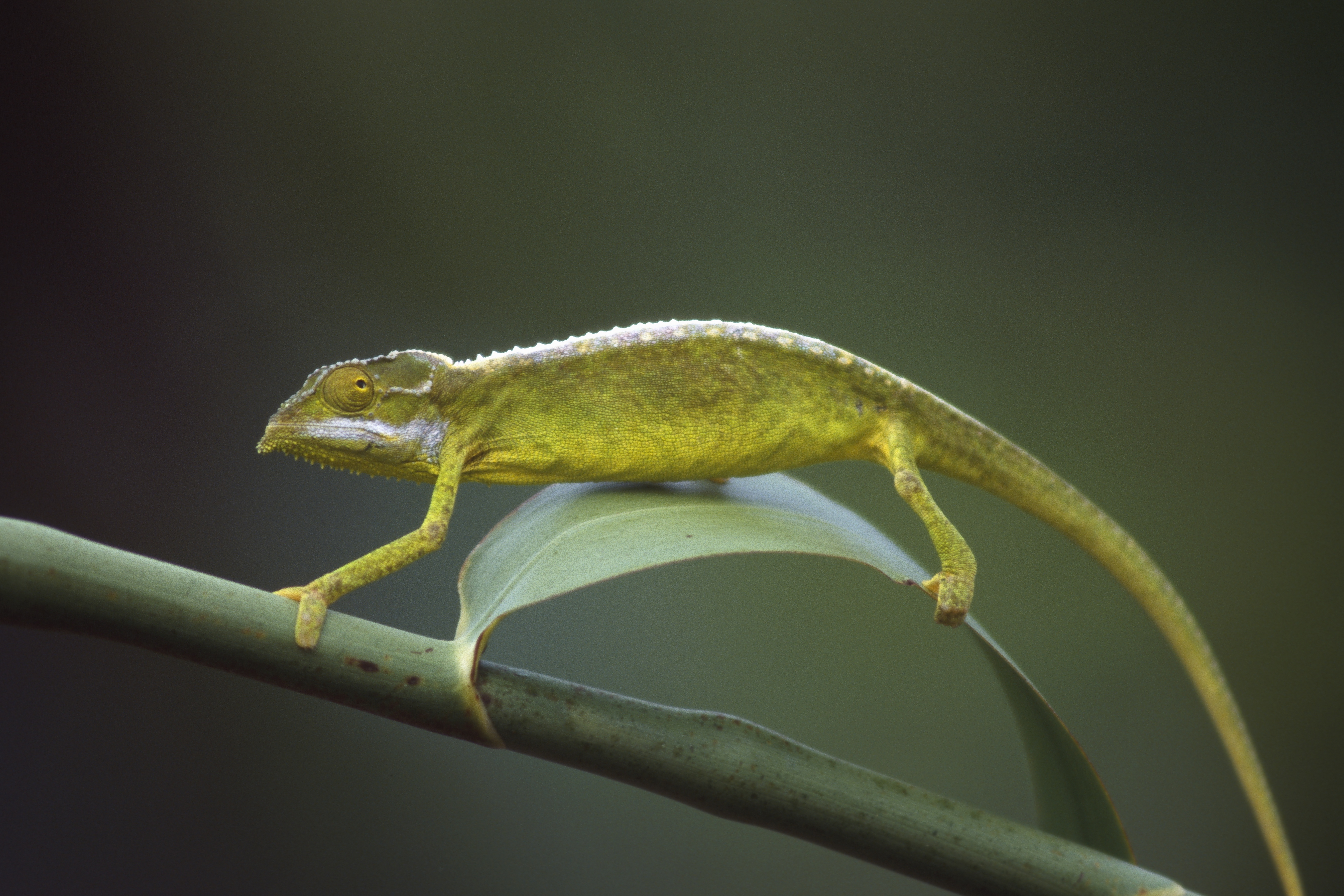
Seychellen-Tigerchamäleon (Archaius tigris)

- Gattung Archaius Gray, 1865Seychellen-Tigerchamäleon (Archaius tigris)
  - Seychellen-Tigerchamäleon (Archaius tigris (Kuhl, 1820))

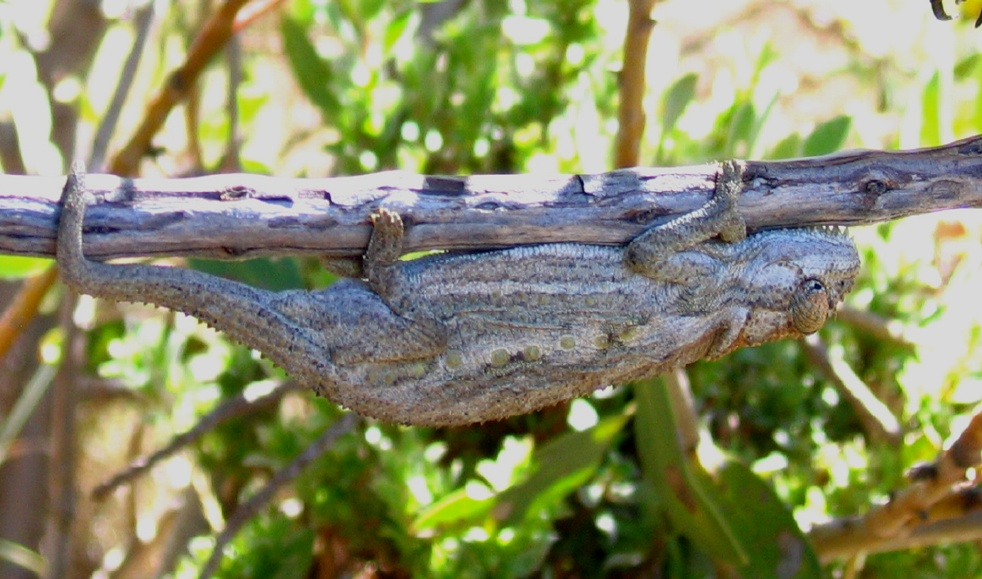
Bradypodion atromontanum

- Gattung Bradypodion Fitzinger, 1843Bradypodion atromontanum
  - Bradypodion atromontanum Branch, Tolley & Tilbury, 2006
  - Bradypodion caeruleogula Raw & Brothers, 2008
  - Bradypodion caffer (Boettger, 1889)
  - Bradypodion damaranum (Boulenger, 1887)
  - Bradypodion dracomontanum Raw, 1976
  - Bradypodion gutturale (Smith, 1849)
  - Bradypodion kentanicum (Hewitt, 1935)
  - Bradypodion melanocephalum (Gray, 1865)
  - Bradypodion nemorale Raw, 1978
  - Bradypodion ngomeense Tilbury & Tolley, 2009
  - Bradypodion occidentale (Hewitt, 1935)
  - Buntes Zwergchamäleon (Bradypodion pumilum (Gmelin, 1789))
  - Bradypodion setaroi Raw, 1976
  - Bradypodion taeniabronchum (Smith, 1831)
  - Bradypodion thamnobates Raw, 1976
  - Bradypodion transvaalense (Fitzsimons, 1930)
  - Wüstenzwergchamäleon (Bradypodion ventrale (Gray, 1845))
- Gattung Brookesia Gray, 1865
  - Brookesia ambreensis Raxworthy & Nussbaum, 1995
  - Brookesia antakarana Raxworthy & Nussbaum, 1995
  - Brookesia bekolosy Raxworthy & Nussbaum, 1995
  - Brookesia betschi Brygoo, Blanc & Domergue, 1974
  - Brookesia bonsi Ramanantsoa, 1980
  - Brookesia brunoi Crottini, Miralles, Glaw, Harris, Lima & Vences, 2012
  - Brookesia brygooi Raxworthy & Nussbaum, 1995
  - Brookesia confidens Glaw, Köhler, Townsend & Vences, 2012
  - Brookesia decaryi Angel, 1939
  - Brookesia dentata Mocquard, 1900
  - Brookesia desperata Glaw, Köhler, Townsend & Vences, 2012
  - Brookesia ebenaui (Boettger, 1880)
  - Brookesia exarmata Schimmenti & Jesu, 1996
  - Brookesia griveaudi Brygoo, Blanc & Domergue, 1974
  - Brookesia karchei Brygoo, Blanc & Domergue, 1970
  - Brookesia lambertoni Brygoo & Domergue, 1970
  - Brookesia lineata Raxworthy & Nussbaum, 1995
  - Brookesia micra Glaw, Köhler, Townsend & Vences, 2012
  - Brookesia minima Boettger, 1893
  - Brookesia nana Glaw et al., 2021[12]
  - Brookesia perarmata (Angel, 1933)
  - Brookesia peyrierasi Brygoo & Domergue, 1974
  - Brookesia ramanantsoai Brygoo & Domergue, 1975
  - Brookesia stumpffi Boettger, 1894
  - Brookesia superciliaris (Kuhl, 1820)
  - Brookesia therezieni Brygoo & Domergue, 1970
  - Brookesia thieli Brygoo & Domergue, 1969
  - Brookesia tristis Glaw, Köhler, Townsend & Vences, 2012
  - Brookesia tuberculata Moquard, 1894
  - Brookesia vadoni Brygoo & Domergue, 1968
  - Brookesia valerieae Raxworthy, 1991
- Gattung Calumma Gray, 1865
  - Calumma amber Raxworthy & Nussbaum, 2006
  - Calumma ambreense Ramanantsoa, 1974
  - Calumma andringitraensis (Brygoo, Blanc & Domergue, 1972)
  - Calumma boettgeri (Boulenger, 1888)
  - Kurzhorn-Chamäleon (Calumma brevicorne (Günther, 1879))Männliches Kurzhorn-Chamäleon (Calumma brevicorne)

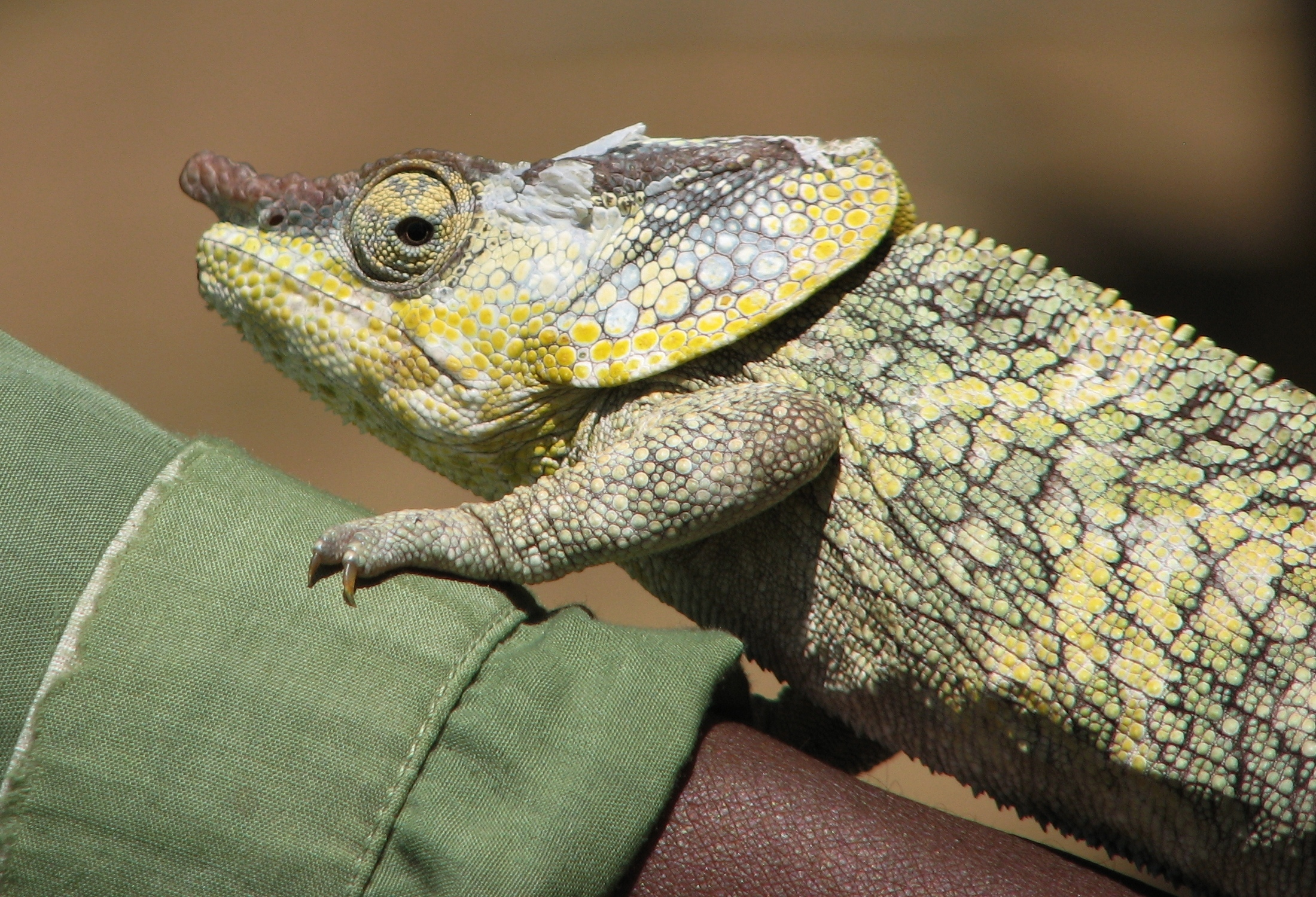
Männliches Kurzhorn-Chamäleon (Calumma brevicorne)

  - Calumma capuroni (Brygoo, Blanc & Domergue, 1972)
  - Calumma crypticum Raxworthy & Nussbaum, 2006
  - Calumma cucullatum (Gray, 1831)
  - Calumma fallax (Mocquard, 1900)
  - Calumma furcifer (Vaillant & Grandidier, 1880)
  - Calumma gallus (Günther, 1877)
  - Calumma gastrotaenia (Boulenger, 1888)
  - Calumma glawi Böhme, 1997
  - Calumma globifer (Günther, 1879)
  - Calumma guibei (Hillenius, 1959)
  - Calumma guillaumeti (Brygoo, Blanc & Domergue, 1974)
  - Calumma hafahafa Raxworthy & Nussbaum, 2006
  - Calumma hilleniusi (Brygoo, Blanc & Domergue, 1973)
  - Calumma jejy Raxworthy & Nussbaum, 2006
  - Calumma malthe (Günther, 1879)
  - Calumma marojezense (Brygoo, Blanc & Domergue, 1970)
  - Calumma nasutum (Duméril & Bibron, 1836)
  - Calumma oshaughnessyi (Günther, 1881)
  - Parsons Chamäleon (Calumma parsonii (Cuvier, 1824)) Parsons Chamäleon
(Calumma parsonii)
  - Calumma peltierorum Raxworthy & Nussbaum, 2006
  - Calumma peyrierasi (Brygoo, Blanc & Domergue, 1974)

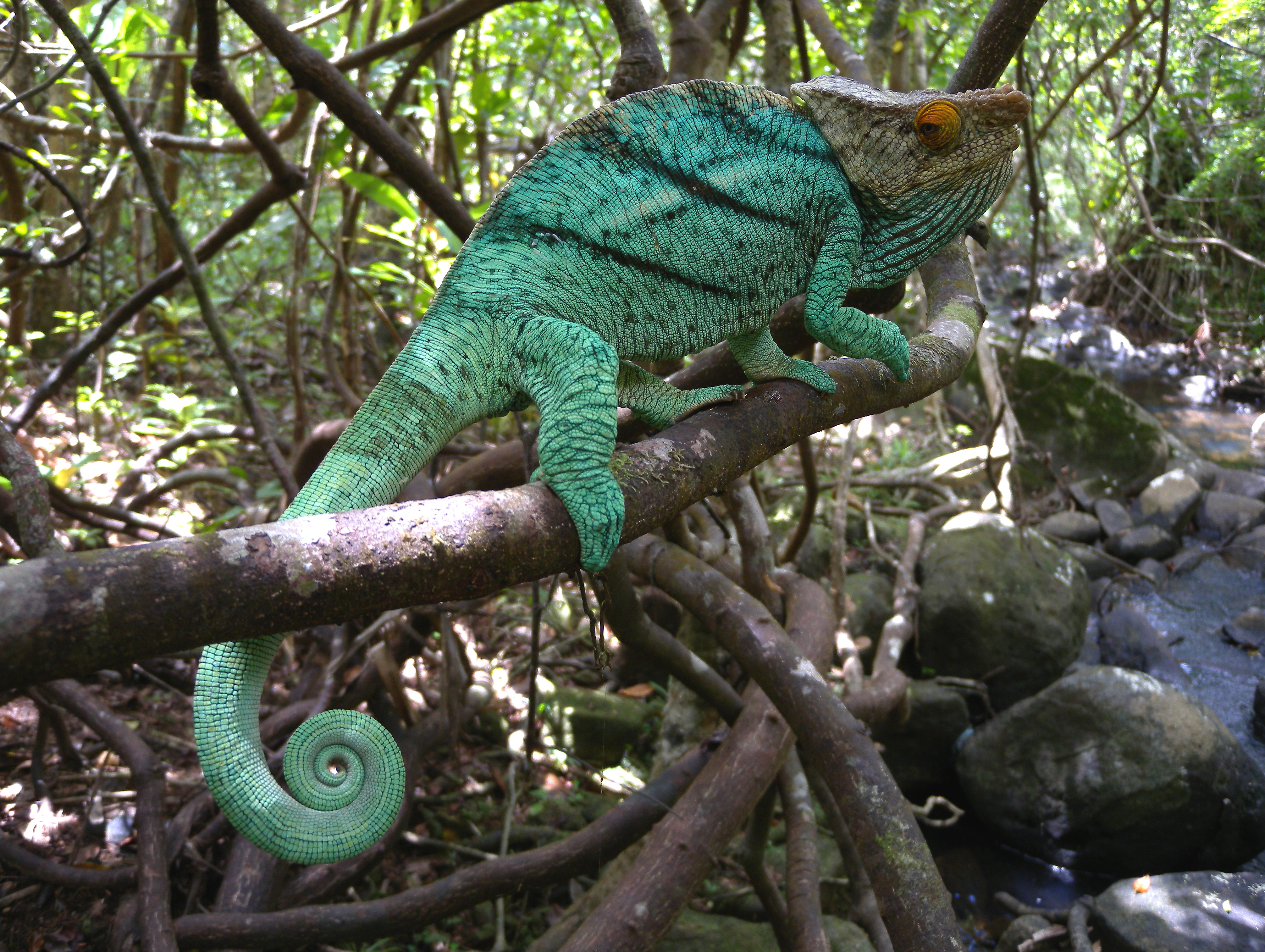
Parsons Chamäleon
(Calumma parsonii)

  - Tarzanchamäleon (Calumma tarzan Gehring, Pabijan, Ratsoavina, Köhler, Vences & Glaw, 2010)
  - Calumma tsaratananense (Brygoo & Domergue, 1968)
  - Calumma tsycorne Raxworthy & Nussbaum, 2006
  - Calumma vatosoa Andreone, Mattioli, Jesu & Randrianirina, 2001
  - Calumma vencesi Andreone, Mattioli, Jesu & Randrianirina, 2001
  - Calumma vohibola Gehring, Ratsoavina, Vences & Glaw, 2011
- Gattung Chamaeleo Laurenti, 1768Gewöhnliches Chamäleon, ein typischer Vertreter der Echten Chamäleons

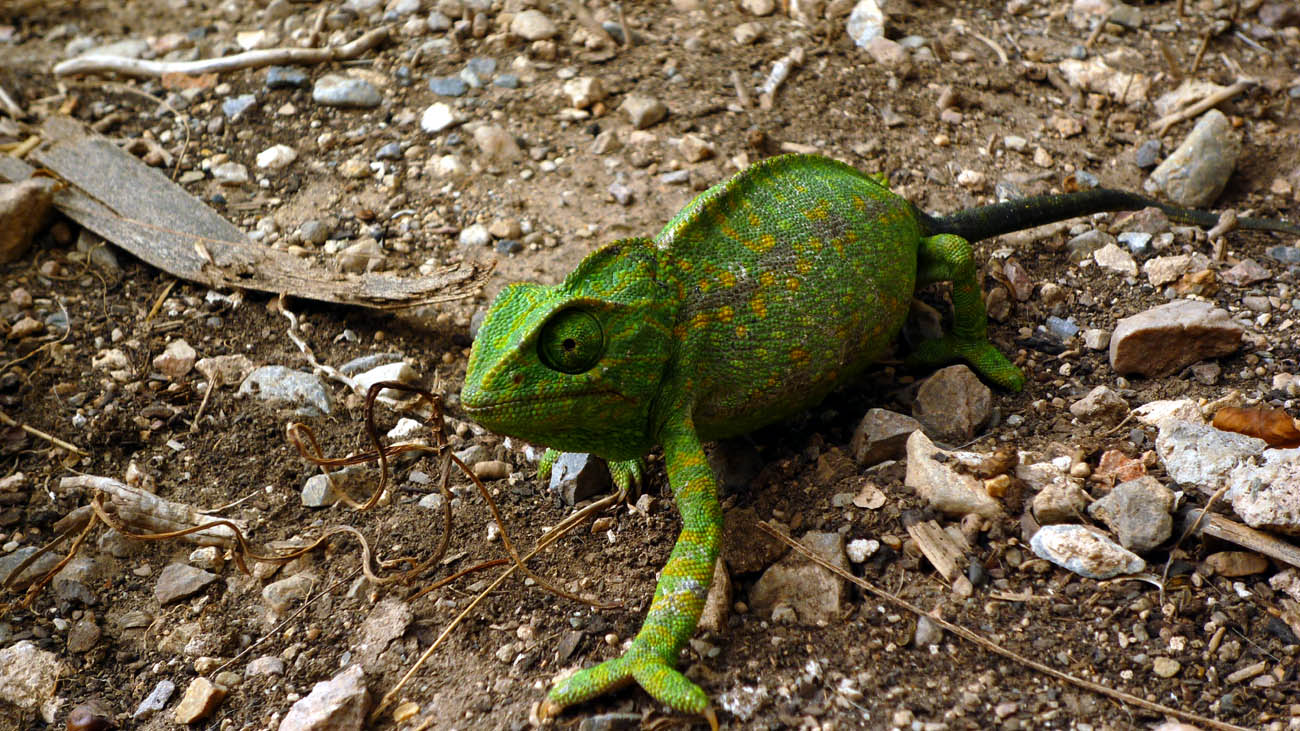
Gewöhnliches Chamäleon, ein typischer Vertreter der Echten Chamäleons

  - Basiliskenchamäleon (Chamaeleo africanus Laurenti, 1768)
  - Chamaeleo anchietae Bocage, 1872
  - Chamaeleo arabicus Matschie, 1893
  - Chamaeleo calcaricarens Böhme, 1985
  - Jemenchamäleon (Chamaeleo calyptratus Duméril & Bibron, 1851)
  - Gewöhnliches Chamäleon (Chamaeleo chamaeleon (Linnaeus, 1758))
  - Lappenchamäleon (Chamaeleo dilepis Leach, 1819)
  - Fersensporn-Chamäleon (Chamaeleo gracilis Hallowell, 1842)
  - Chamaeleo laevigatus Gray, 1863
  - Chamaeleo monachus Gray, 1865
  - Wüstenchamäleon (Chamaeleo namaquensis Smith, 1831)

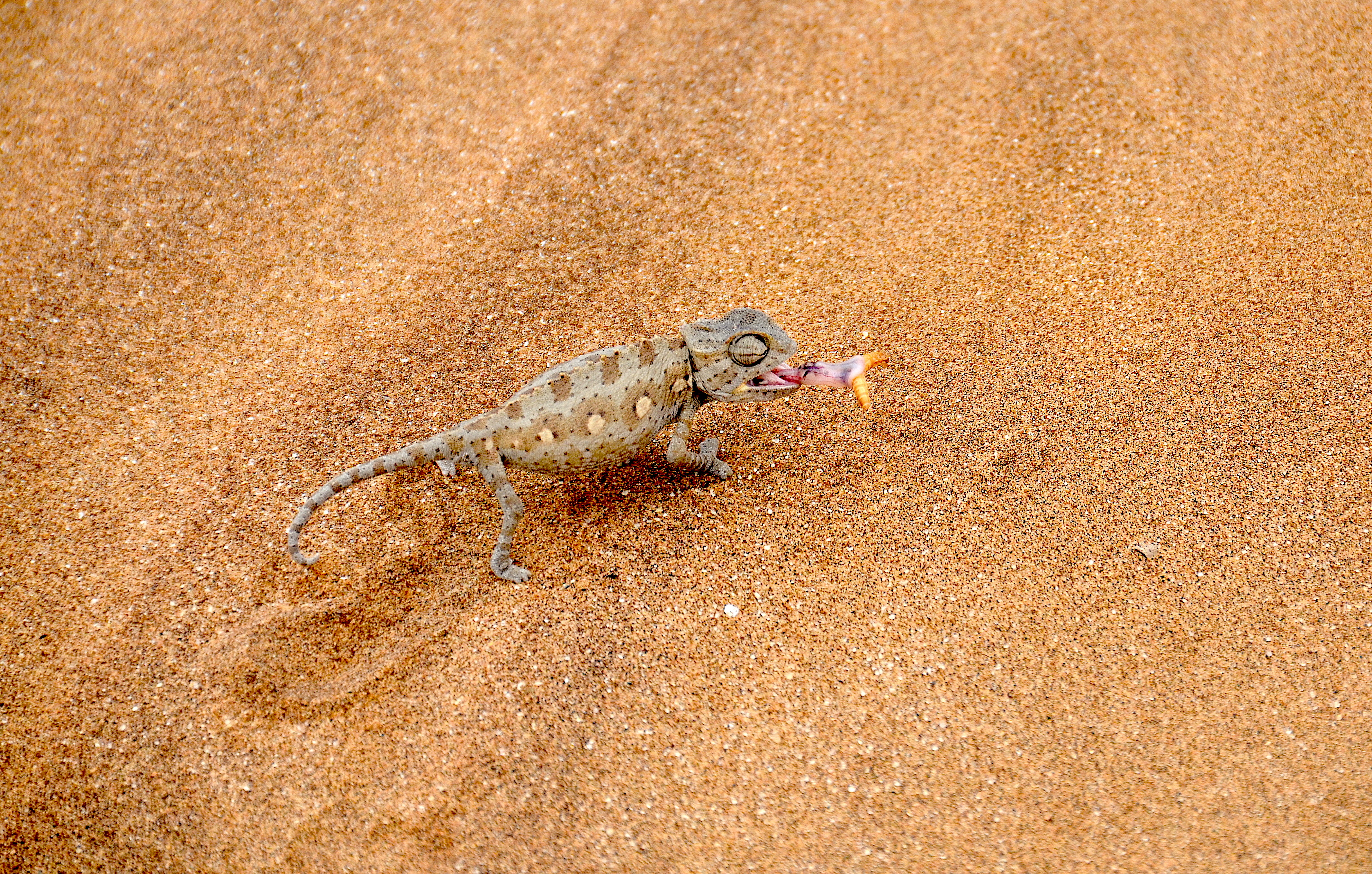
Wüstenchamäleon mit Beute in Namibia

- - Chamaeleo necasi Ullenbruch, Krause & Böhme, 2007
  - Chamaeleo senegalensis Daudin, 1802
  - Chamaeleo zeylanicus Laurenti, 1768
- Gattung Furcifer Fitzinger, 1843Furcifer campani
  - Furcifer angeli (Brygoo & Domergue, 1968)
  - Furcifer antimena (Grandidier, 1872)
  - Furcifer balteatus (Duméril & Bibron, 1851)

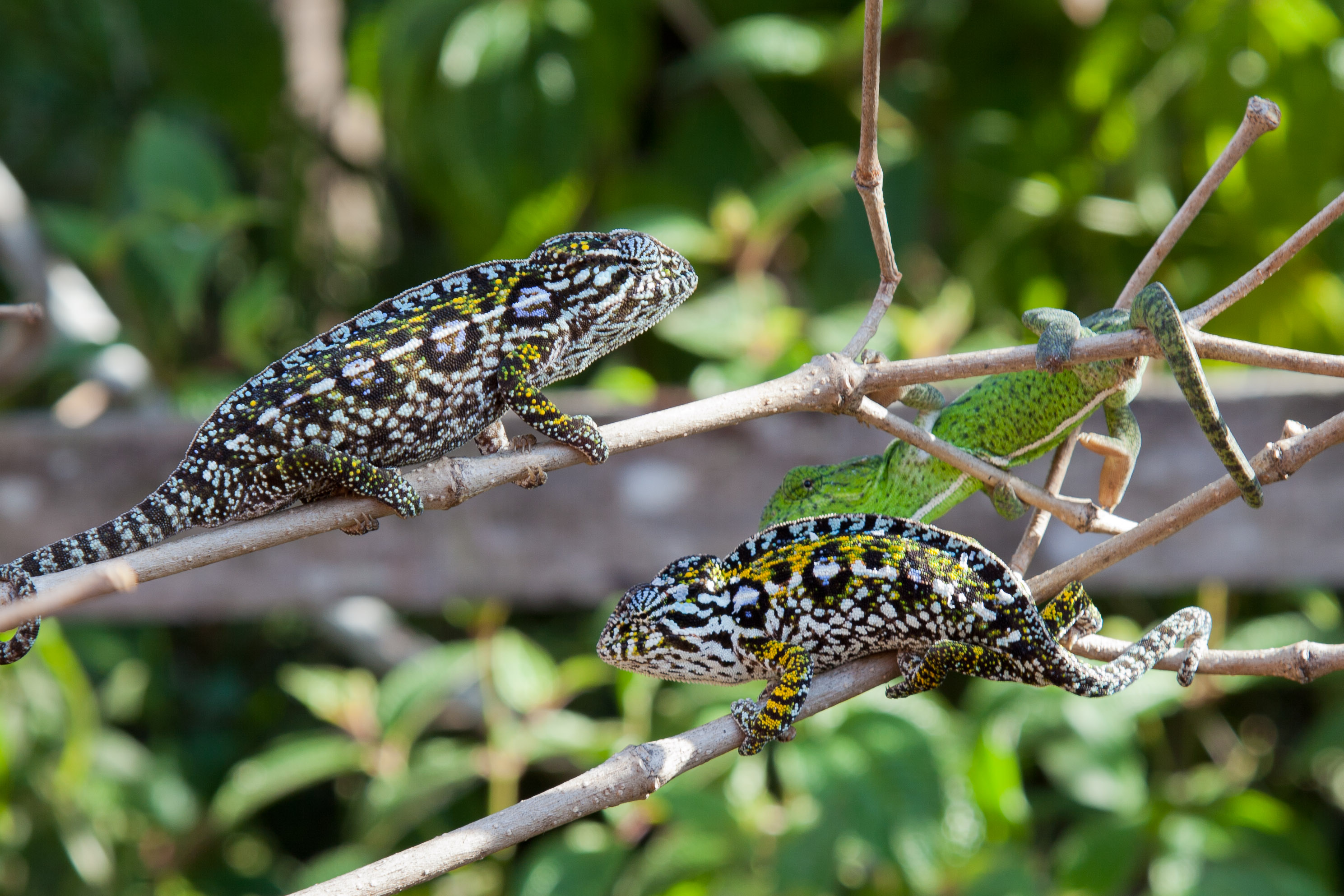
Furcifer campani

  - Furcifer belalandaensis (Brygoo & Domergue, 1970)
  - Furcifer bifidus (Brongniart, 1800)
  - Furcifer campani (Grandidier, 1872)
  - Furcifer cephalolepis (Günther, 1880)[Anm. 1]
  - Furcifer labordi (Grandidier, 1872)
  - Teppichchamäleon (Furcifer lateralis (Gray, 1831))
  - Furcifer major (Brygoo, 1971)
  - Furcifer minor (Günther, 1879)
  - Furcifer nicosiai Jesu, Mattioli & Schimmenti, 1999
  - Riesenchamäleon (Furcifer oustaleti (Mocquard, 1894))
  - Pantherchamäleon (Furcifer pardalis (Cuvier, 1829))
  - Furcifer petteri (Brygoo & Domergue, 1966)
  - Furcifer polleni (Peters, 1873)[Anm. 1]
  - Furcifer rhinoceratus (Gray, 1843)
  - Furcifer timoni Glaw, Köhler & Vences, 2009
  - Furcifer tuzetae (Brygoo, Bourgat & Domergue, 1972)
  - Furcifer verrucosus (Cuvier, 1829)
  - Furcifer viridis Florio, Ingram, Rakotondravony, Louis & Raxworthy, 2012
  - Furcifer willsii (Günther, 1890)
- Gattung Kinyongia Tilbury, Tolley & Branch, 2006Zweihornchamäleon
(Kinyongia tavetana)

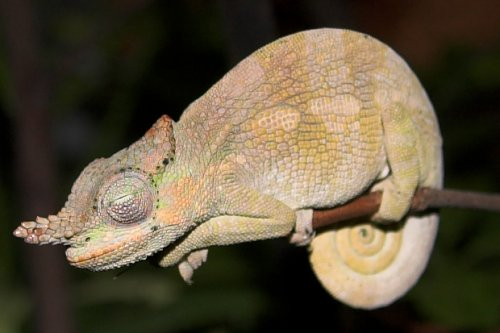
Zweihornchamäleon
(Kinyongia tavetana)

  - Kinyongia adolfifriderici (Sternfeld, 1912)
  - Kinyongia asheorum Necas, Sindaco, Korený, Kopecná, Malzona & Modrý, 2009
  - Kinyongia boehmei (Lutzmann & Necas, 2002)
  - Kinyongia carpenteri (Parker, 1929)
  - Kinyongia excubitor (Barbour, 1911)
  - Kinyongia fischeri (Reichenow, 1887)
  - Kinyongia gyrolepis Greenbaum, Tolley, Joma & Kusamba, 2012
  - Kinyongia magomberae Menegon, Tolley, Jones, Rovero, Marshall & Tilbury, 2009
  - Kinyongia matschiei (Werner, 1895)
  - Kinyongia multituberculata (Nieden, 1913)
  - Kinyongia mulyai Tilbury & Tolley, 2015
  - Kinyongia oxyrhina Klaver & Böhme, 1988
  - Zweihornchamäleon (Kinyongia tavetana (Steindachner, 1891))
  - Kinyongia tenuis (Matschie, 1892)
  - Kinyongia uluguruensis (Loveridge, 1957)
  - Kinyongia uthmoelleri (Müller, 1938)
  - Kinyongia vanheygeni Necas, 2009
  - Kinyongia vosseleri (Nieden, 1913)
  - Kinyongia xenorhina (Boulenger, 1901)
- Gattung Nadzikambia Tilbury, Tolley & Branch, 2006
  - Nadzikambia baylissi Branch & Tolley, 2010
  - Nadzikambia mlanjensis (Broadley, 1965)

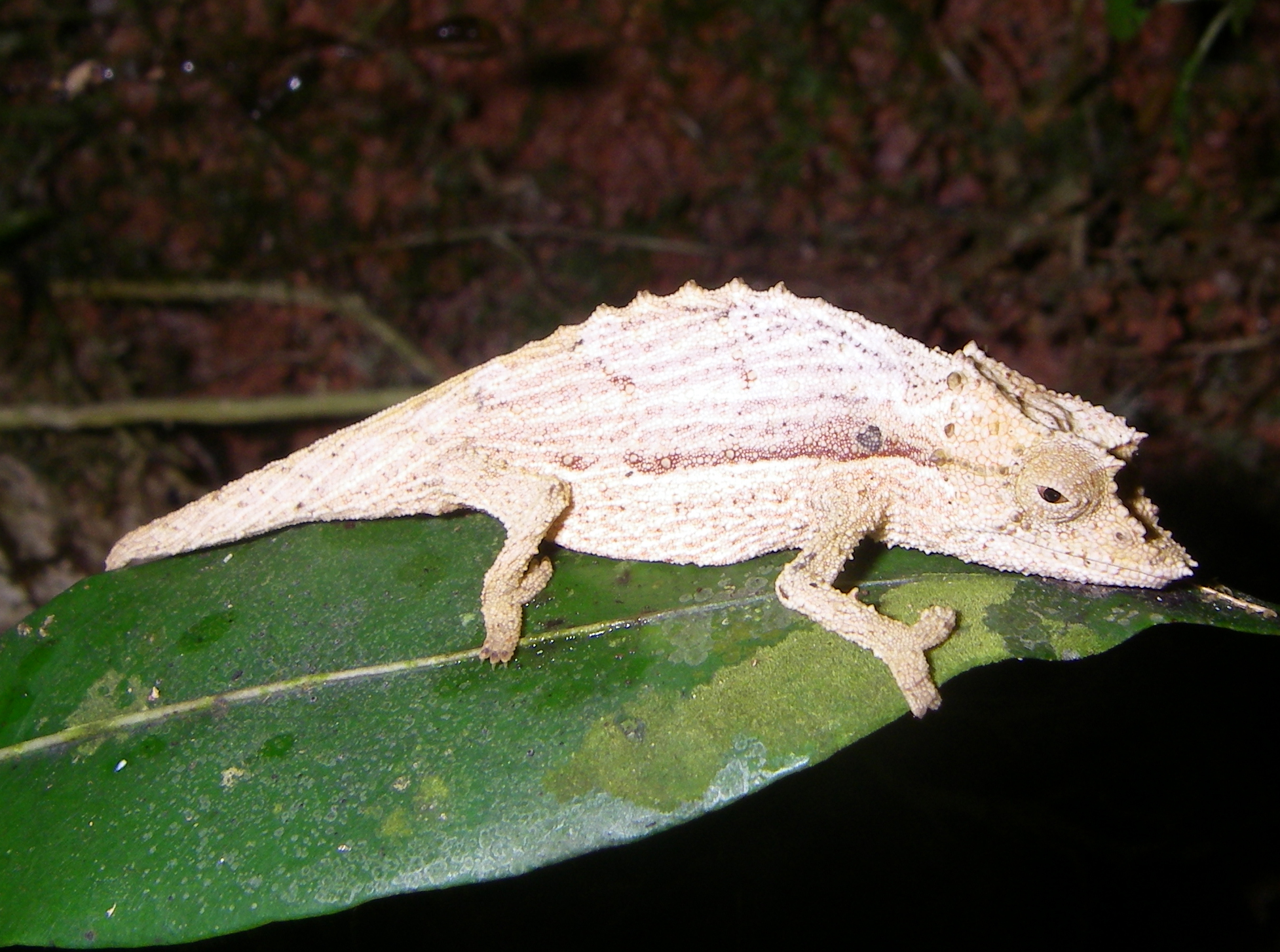
Palleon nasus

- Gattung Palleon Glaw, Hawlitschek & Bernhard & Ruthensteiner, 2013[10] Palleon nasus
  - Palleon lolontany (Raxworthy & Nussbaum, 1995)
  - Palleon nasus (Boulenger, 1887)
- Gattung Rhampholeon Günther, 1874Rhampholeon temporalis
  - Rhampholeon acuminatus Mariaux & Tilbury, 2006
  - Rhampholeon beraduccii Mariaux & Tilbury, 2006
  - Rhampholeon boulengeri Steindachner, 1911

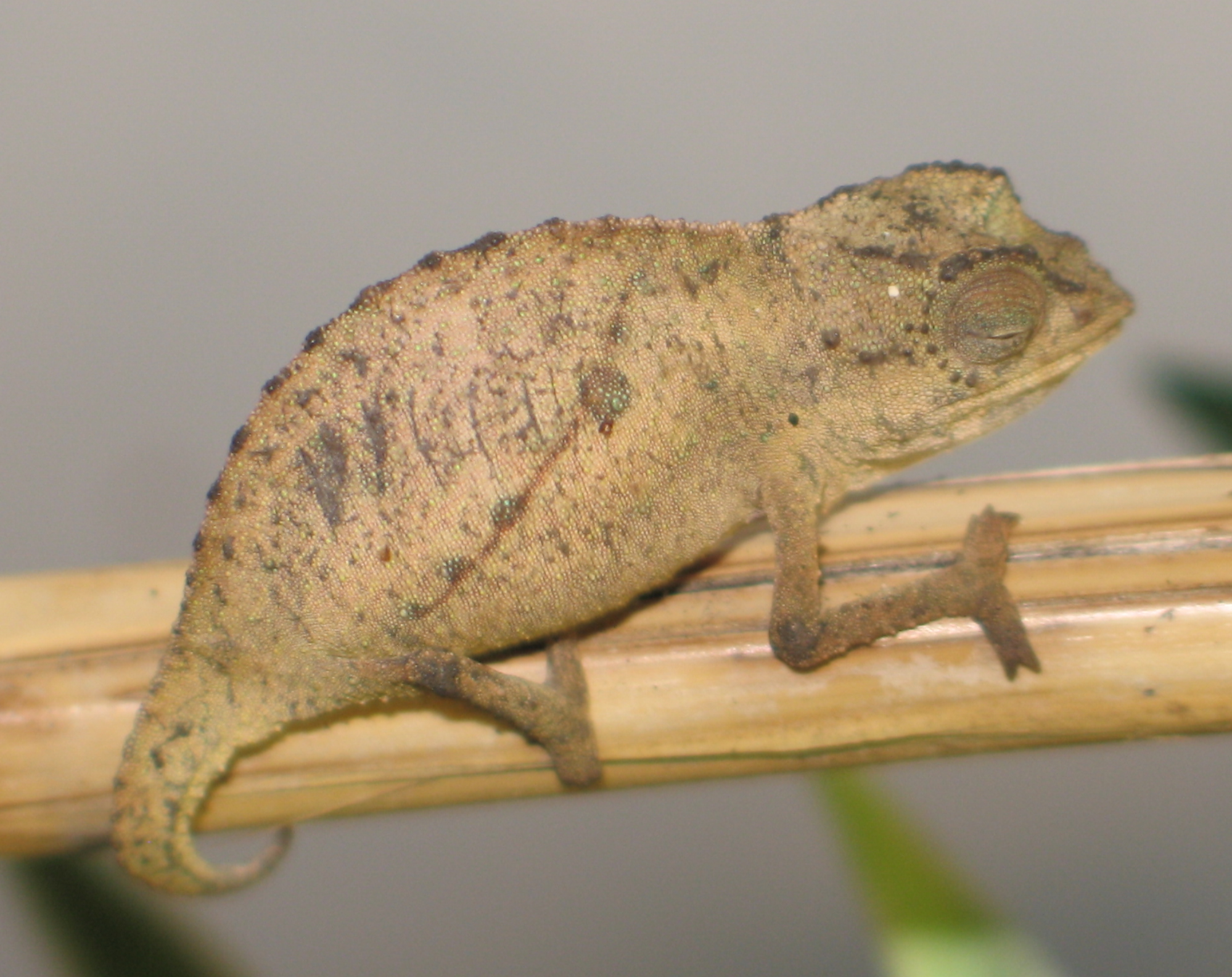
Rhampholeon temporalis

  - Rhampholeon bruessoworum Branch, Bayliss & Tolley, 2014
  - Rhampholeon chapmanorum Tilbury, 1992
  - Rhampholeon gorongosae Broadley, 1971
  - Rhampholeon hattinghi Tilbury & Tolley, 2015
  - Marshalls Erdchamäleon (Rhampholeon marshalli Boulenger, 1906)
  - Rhampholeon maspictus Branch, Bayliss & Tolley, 2014
  - Rhampholeon moyeri Menegon, Salvidio & Tilbury, 2002
  - Rhampholeon nchisiensis (Loveridge, 1953)
  - Rhampholeon nebulauctor Branch, Bayliss & Tolley, 2014
  - Rhampholeon platyceps Günther, 1893
  - Erdchamäleon (Rhampholeon spectrum (Buchholz, 1874))
  - Rhampholeon spinosus (Matschie, 1892)
  - Rhampholeon temporalis (Matschie, 1892)
  - Rhampholeon tilburyi Branch, Bayliss & Tolley, 2014
  - Rhampholeon uluguruensis Tilbury & Emmrich, 1996
  - Rhampholeon viridis Mariaux & Tilbury, 2006
- Gattung Rieppeleon Matthee, Tilbury & Townsend, 2004Rieppeleon brevicaudatus
  - Rieppeleon brachyurus (Günther, 1893)

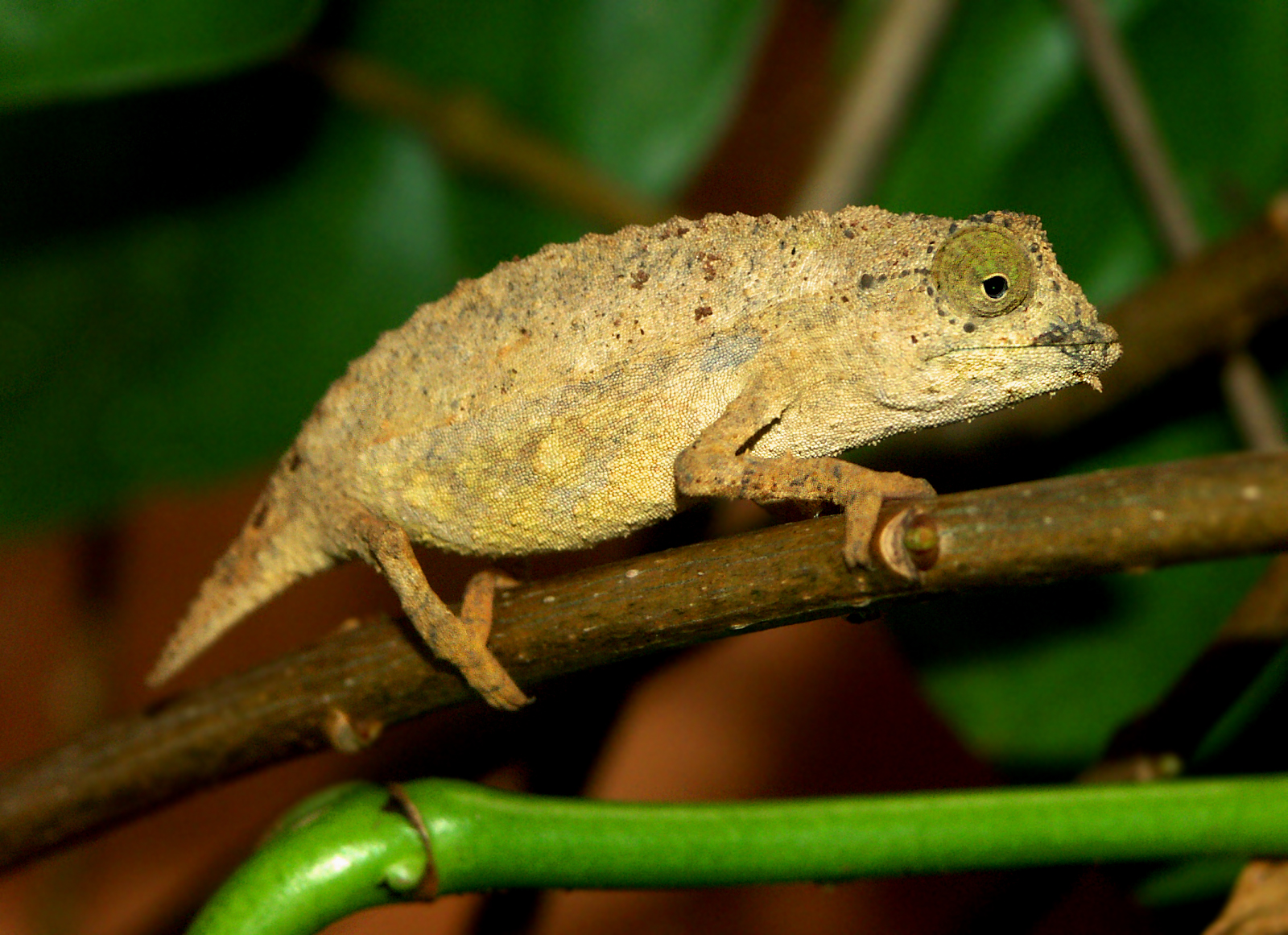
Rieppeleon brevicaudatus

  - Rieppeleon brevicaudatus (Matschie, 1892)
  - Rieppeleon kerstenii (Peters, 1868)
  - Rieppeleon robecchii (Boulenger, 1891)[Anm. 2]
- Gattung Trioceros Swainson, 1839Trioceros rudis
  - Trioceros affinis (Rüppell, 1845)

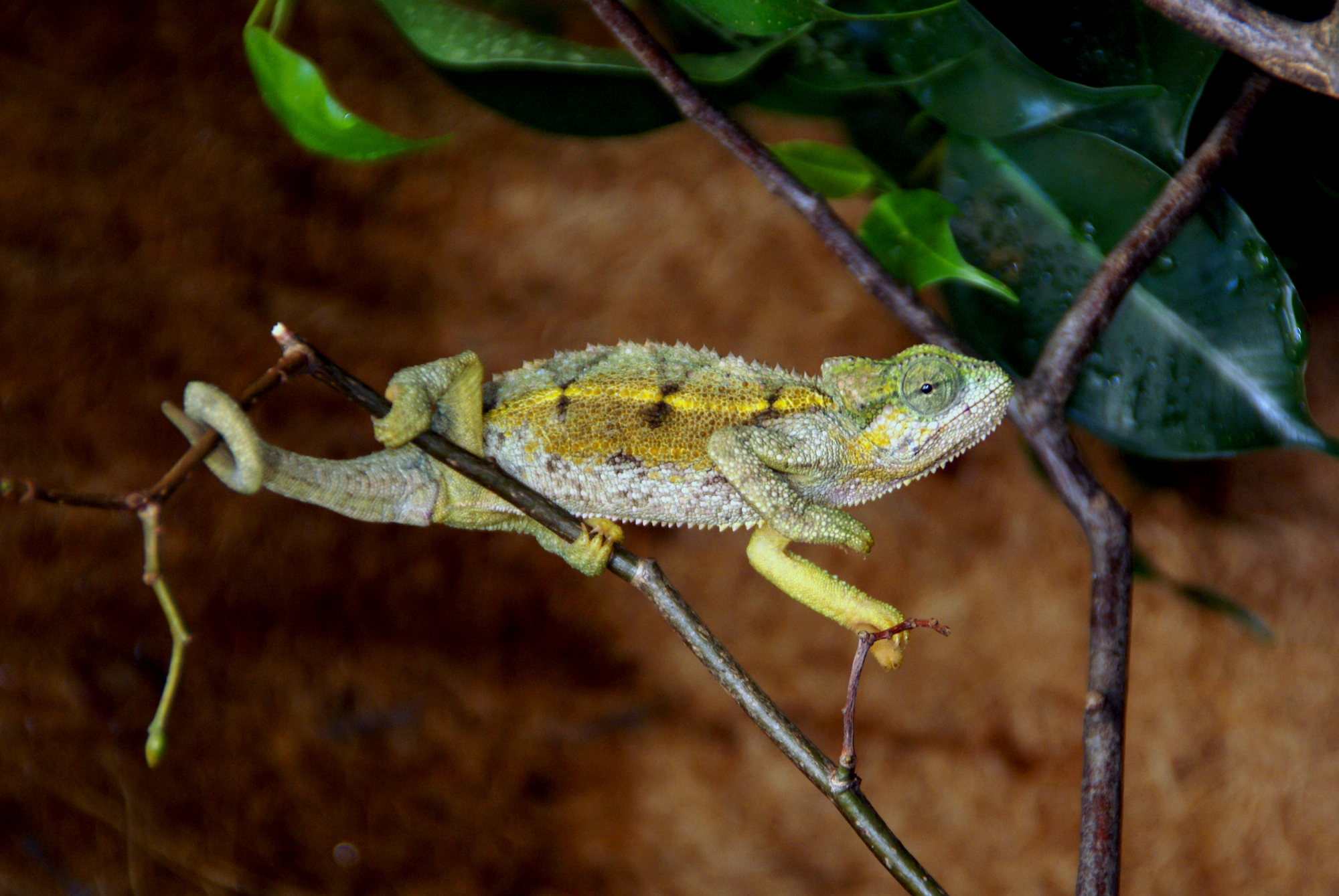
Trioceros rudis

  - Trioceros balebicornutus (Tilbury, 1998)
  - Streifenchamäleon (Trioceros bitaeniatus (Fischer, 1884))
  - Trioceros camerunensis (Müller, 1909)
  - Trioceros chapini (Witte, 1964)
  - Trioceros conirostratus (Tilbury, 1998)
  - Kammchamäleon (Trioceros cristatus (Stutchbury, 1837))
  - Usambara-Dreihornchamäleon (Trioceros deremensis (Matschie, 1892))
  - Trioceros eisentrauti (Mertens, 1968)
  - Trioceros ellioti (Günther, 1895)
  - Trioceros feae (Boulenger, 1906)
  - Poroto-Dreihornchamäleon (Trioceros fuelleborni (Tornier, 1900))
  - Trioceros goetzei (Tornier, 1899)
  - Trioceros hanangensis Krause & Böhme, 2010
  - Trioceros harennae (Largen, 1995)
  - Helmchamäleon (Trioceros hoehnelii (Steindachner, 1891))
  - Trioceros incornutus (Loveridge, 1932)
  - Trioceros ituriensis (Schmidt, 1919)
  - Dreihornchamäleon (Trioceros jacksonii (Boulenger, 1896))
  - Johnstons Chamäleon (Trioceros johnstoni (Boulenger, 1901))
  - Trioceros kinangopensis Stipala, Lutzmann, Malzona, Wilkinson, Godley, Nyamache  & Evans, 2012
  - Trioceros kinetensis (Schmidt, 1943)
  - Seitenstachel-Chamäleon (Trioceros laterispinis (Loveridge, 1932))
  - Marsabit-Chamäleon (Trioceros marsabitensis (Tilbury, 1991))
  - Elefantenohrchamäleon (Trioceros melleri (Gray, 1865))
  - Bergchamäleon (Trioceros montium (Buchholz, 1874))
  - Trioceros narraioca (Necas, Modry & Slapeta, 2003)
  - Trioceros ntunte (Necas, Modry & Slapeta, 2005)
  - Trioceros nyirit Stipala, Lutzmann, Malzona, Borghesio, Wilkinson, Godley & Evans, 2011
  - Trioceros oweni (Gray, 1831)
  - Trioceros perreti (Klaver & Böhme, 1992)
  - Trioceros pfefferi (Tornier, 1900)
  - Vierhornchamäleon (Trioceros quadricornis (Tornier, 1899))
  - Raues Bergchamäleon (Trioceros rudis (Boulenger, 1906))
  - Trioceros schoutedeni (Laurent, 1952)
  - Trioceros schubotzi (Sternfeld, 1912)
  - Trioceros serratus (Mertens, 1922)
  - Trioceros sternfeldi (Rand, 1963)
  - Trioceros tempeli (Tornier, 1899)
  - Trioceros werneri (Tornier, 1899)
  - Trioceros wiedersheimi (Nieden, 1910)

1. 1 2  Vorkommen auf den Komoren
2. ↑  Rieppeleon robecchii wird alternativ als Unterart von Rieppeleon kerstenii angesehen (beispielsweise in der Reptile Database).

## Symbolische und mythologische Bedeutung
Sprichwörtlich ist das Chamäleon als Begriff für Personen geworden, die es verstehen sich jeder Umgebung anzupassen. Dieser Begriff kann sowohl positiv als auch negativ besetzt werden. In einigen Kulturen steht das Chamäleon für die Zeit, da seine Augen mit der Fähigkeit nach hinten, seitlich und nach vorn gleichzeitig zu blicken, als Symbol für die Einheit von Vergangenheit, Gegenwart und Zukunft gelten.

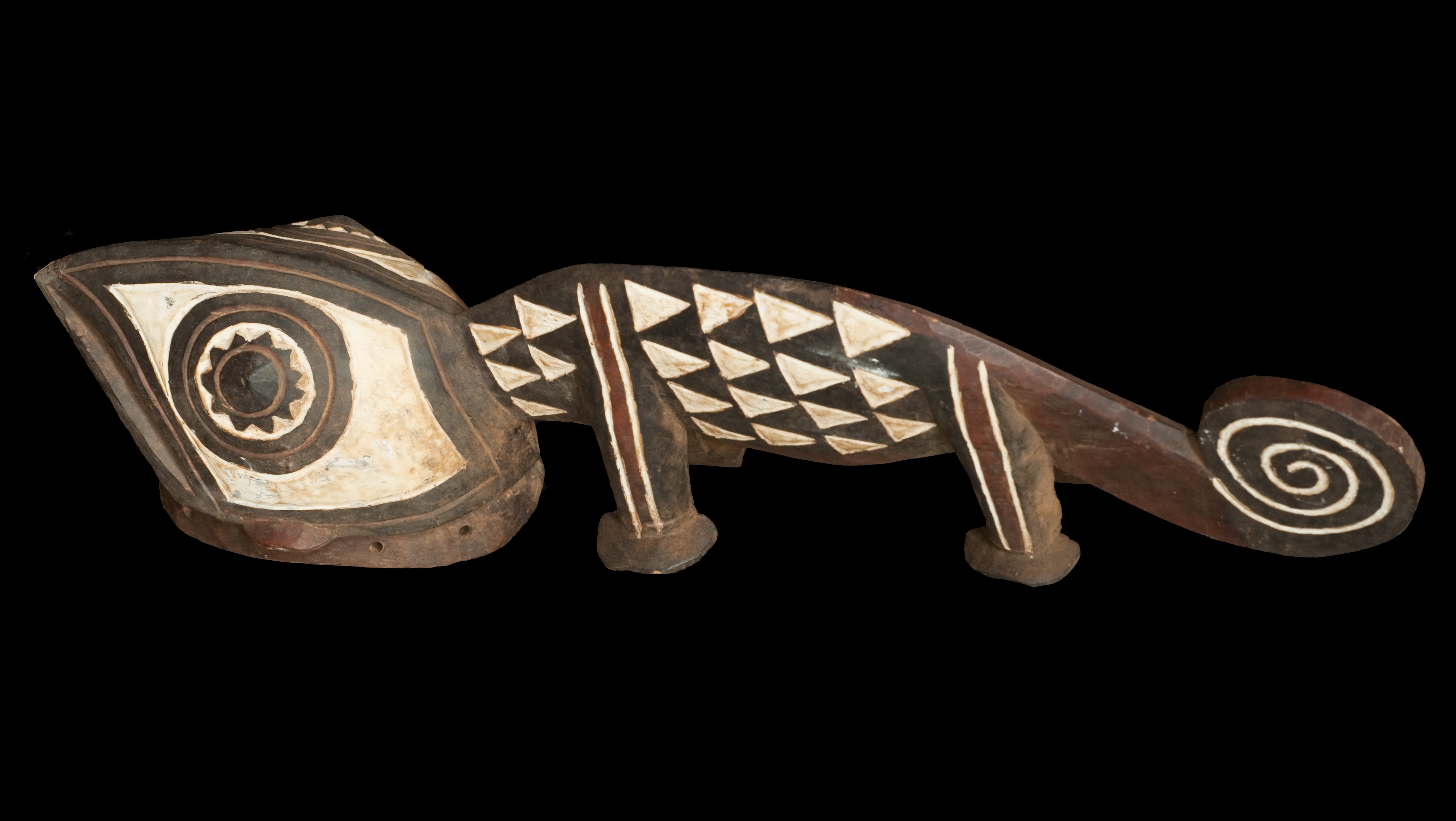
Traditionelle afrikanische Chamäleonmaske

Besonders in der Mythologie Afrikas spielt das Chamäleon eine sehr große Rolle. Genau wie dem schlauen Fuchs oder der diebischen Elster werden den Chamäleons auch spezielle Eigenschaften angerechnet:
- Ein Aspekt ist der Zusammenhang mit dem Tod. Demnach war das Chamäleon der Überbringer einer Botschaft von den Göttern. Diese beschrieben darin die Unsterblichkeit des Menschen. Nachdem sie dem Chamäleon den Auftrag erteilt hatten, machte dieses sich sofort auf den Weg. Allerdings war es nicht besonders schnell, trödelte und verbrauchte viel Zeit mit Fressen. Da wurden die Götter ärgerlich und beauftragten einen Vogel. In seiner Botschaft stand jetzt jedoch die Sterblichkeit des Menschen. Die Menschen bekamen die Botschaft und glauben dem später eintreffenden Chamäleon kein Wort über die Unsterblichkeit mehr. Die einen sagen, wäre das Chamäleon schneller gewesen, wären die Menschen jetzt unsterblich. Daher hassen viele Ureinwohner Afrikas das Tier. Allerdings gibt es auch Stämme, die dem Chamäleon verzeihen, da es sowieso ein langsames Tier ist.
- Eine andere Eigenschaft, die dem Tier nachgesagt wird, sind magische Heilkräfte. Hierbei werden Chamäleons erkrankten Menschen auf den Kopf gesetzt und dann abgewartet, wie der Patient reagiert. Aus den Reaktionen wird dann die Diagnose erstellt. Einen weiteren Heilungserfolg verspricht man sich aus getrockneten Chamäleons, die zu Pulver verrieben mittels einer Suppe eingenommen werden.
- Der letzte Aspekt sind Unheil bringende Kräfte. Einige Ethnien gehen den Chamäleons aus dem Weg, weil sie Unglück fürchten. Ein weiterer Mythos besagt, dass Frauen keine Chamäleons anschauen sollten, da sie sonst niemand heiraten wird.